# Fotballklubben Bodø/Glimt 2017
Questa voce raccoglie le informazioni riguardanti il Fotballklubben Bodø/Glimt nelle competizioni ufficiali della stagione 2017.

## Stagione
A seguito del 15º posto nell'Eliteserien 2016 ed alla conseguente retrocessione, nella stagione 2017 il Bodø/Glimt avrebbe affrontato la 1. divisjon, oltre al Norgesmesterskapet. Il 20 dicembre è stato compilato il calendario del nuovo campionato, che alla 1ª giornata avrebbe visto la squadra ospitare il Kongsvinger, nel weekend dell'1-2 aprile 2016.
Il 29 marzo, Trond Olsen è stato nominato capitano in vista della nuova stagione.
Il 7 aprile è stato sorteggiato il primo turno del Norgesmesterskapet 2017: il Bodø/Glimt avrebbe fatto visita al Fauske/Sprint. Superato questo ostacolo ed il Sortland nella fase successiva, il Bodø/Glimt è stato eliminato al terzo turno dall'Elverum.
Il 1º ottobre 2017, a seguito del successo casalingo per 4-1, il Bodø/Glimt ha conquistato la promozione in Eliteserien, con quattro giornate d'anticipo sulla fine del campionato. Kristian Opseth si è laureato capocannoniere del campionato, a quota 28 gol: questo bottino gli ha fruttato anche il record di marcature stagionali, superando quello di Daniel Nannskog, che nel campionato 2007 si era fermato a 27 reti, con la maglia dello Stabæk.

## Maglie e sponsor
Lo sponsor tecnico per la stagione 2017 è stato Diadora, mentre lo sponsor ufficiale è stato SpareBank 1. La divisa casalinga era composta da una maglietta completamente giallo ocra, con rifiniture nere. La divisa da trasferta era invece costituita da una maglietta bianca, con pantaloncini e calzettoni celeste chiaro.
| Casa | Trasferta |

## Rosa
| N. |                     | Ruolo | Calciatore             |
| -- | ------------------- | ----- | ---------------------- |
| 1  | Canada (bandiera)   | P     | Simon Thomas           |
| 2  | Norvegia (bandiera) | D     | Marius Lode            |
| 3  | Norvegia (bandiera) | D     | Emil Jonassen          |
| 4  | Norvegia (bandiera) | D     | Martin Bjørnbak        |
| 5  | Norvegia (bandiera) | D     | Thomas Jacobsen        |
| 6  | Norvegia (bandiera) | C     | Vegard Leikvoll Moberg |
| 7  | Norvegia (bandiera) | C     | Thomas Drage           |
| 8  | Norvegia (bandiera) | D     | Daniel Edvardsen       |
| 9  | Nigeria (bandiera)  | A     | Kachi                  |
| 10 | Spagna (bandiera)   | C     | José Ángel Jurado      |
| 11 | Serbia (bandiera)   | A     | Nemanja Mladenović     |
| 12 | Norvegia (bandiera) | P     | Jonas Kolstad          |
| 14 | Norvegia (bandiera) | C     | Ulrik Saltnes          |
| 16 | Norvegia (bandiera) | C     | Morten Konradsen       |
| 17 | Norvegia (bandiera) | C     | Mathias Normann        |
| 18 | Norvegia (bandiera) | D     | Brede Moe              |
| 19 | Norvegia (bandiera) | A     | Joachim Osvold         |

| N. |                     | Ruolo | Calciatore             |
| -- | ------------------- | ----- | ---------------------- |
| 20 | Svezia (bandiera)   | A     | Amor Layouni           |
| 21 | Norvegia (bandiera) | D     | Erlend Dahl Reitan     |
| 22 | Norvegia (bandiera) | A     | Kristian Opseth        |
| 23 | Islanda (bandiera)  | C     | Oliver Sigurjónsson    |
| 24 | Norvegia (bandiera) | D     | Fredrik André Bjørkan  |
| 25 | Brasile (bandiera)  | P     | Ricardo                |
| 27 | Norvegia (bandiera) | C     | Patrick Berg           |
| 28 | Norvegia (bandiera) | A     | William Arne Hanssen   |
| 29 | Norvegia (bandiera) | D     | Vebjørn Vinje          |
| 30 | Norvegia (bandiera) | A     | Trond Olsen (capitano) |
| 31 | Norvegia (bandiera) | A     | Jens Petter Hauge      |
| 32 | Norvegia (bandiera) | C     | Tobias Johnsen         |
| 33 | Norvegia (bandiera) | C     | Håkon Evjen            |
| 34 | Norvegia (bandiera) | C     | Runar Hauge            |
| 34 | Norvegia (bandiera) | D     | Niklas Antonsen        |
| 40 | Norvegia (bandiera) | P     | Bror Ness Grøtterud    |

## Calciomercato

### Sessione invernale(dal 01/01 al 31/03)
| Arrivi | Arrivi                 | Arrivi       | Arrivi     |
| R.     | Nome                   | da           | Modalità   |
| ------ | ---------------------- | ------------ | ---------- |
| P      | Ricardo                |              | svincolato |
| D      | Marius Lode            | Bryne        | definitivo |
| C      | Thomas Drage           |              | svincolato |
| C      | José Ángel Jurado      |              | svincolato |
| C      | Vegard Leikvoll Moberg | Sogndal      | definitivo |
| A      | Kristian Opseth        | Sogndal      | prestito   |
| A      | Kachi                  | Sarpsborg 08 | prestito   |
| A      | Nemanja Mladenović     | Metalac      | definitivo |

| Partenze | Partenze             | Partenze       | Partenze      |
| R.       | Nome                 | a              | Modalità      |
| -------- | -------------------- | -------------- | ------------- |
| P        | Serhij Pohorhilyj    |                | svincolato    |
| D        | Ruben Imingen        |                | ritiro        |
| D        | Sascha Mockenhaupt   | Kaiserslautern | fine prestito |
| C        | Ruslan Babenko       |                | svincolato    |
| C        | Alexander Jakobsen   | Viborg         | definitivo    |
| A        | Fitim Azemi          | Maccabi Haifa  | definitivo    |
| A        | Ole Jørgen Halvorsen | Odd            | fine prestito |
| A        | Vadim Manzon         | Karlsruhe      | fine prestito |

### Sessione estiva(dal 20/07 al 16/08)
| Arrivi | Arrivi              | Arrivi     | Arrivi     |
| R.     | Nome                | da         | Modalità   |
| ------ | ------------------- | ---------- | ---------- |
| D      | Erlend Dahl Reitan  | Rosenborg  | prestito   |
| C      | Oliver Sigurjónsson | Breiðablik | definitivo |
| A      | Kristian Opseth     | Sogndal    | definitivo |
| A      | Amor Layouni        | Elverum    | definitivo |

| Partenze | Partenze           | Partenze     | Partenze      |
| R.       | Nome               | a            | Modalità      |
| -------- | ------------------ | ------------ | ------------- |
| D        | Niklas Antonsen    | Harstad      | definitivo    |
| D        | Vebjørn Vinje      | Byåsen       | definitivo    |
| C        | Morten Konradsen   | Rosenborg    | definitivo    |
| C        | Mathias Normann    | Brighton     | definitivo    |
| A        | Kachi              | Sarpsborg 08 | fine prestito |
| A        | Nemanja Mladenović |              | svincolato    |
| A        | Joachim Osvold     |              | svincolato    |

## Risultati

### 1. divisjon

#### Girone di andata
| Arbitro: | M. Smehus Kringstad |

|                           |           |                |
| Olsen 48’ Opseth 60’, 65’ | Marcatori | 34’, 90’ Güven |

| Arbitro: | Aslam |

|                |           |              |
| Stephensen 52’ | Marcatori | 90’ Bjørnbak |

| Arbitro: | Amland (Bergen) |

|                                                   |           |  |
| Kachi 9’ Olsen 66’, 69’ Opseth 75’ Mladenović 77’ | Marcatori |  |

| Arbitro: | Jonsson Trædal (Oslo) |

|  |           |            |
|  | Marcatori | 63’ Opseth |

| Arbitro: | Amland (Bergen) |

|                                           |           |                             |
| Leikvoll Moberg 25’, 35’ Opdal 90’ (aut.) | Marcatori | 62’ Vorthoren 68’ N'Guessan |

| Arbitro: | Hansen (Oslo) |

|                    |           |                                     |
| Vibe 6’ Ahamed 79’ | Marcatori | 11’, 62’ Leikvoll Moberg 23’ Opseth |

| Arbitro: | Tennøy (Bergen) |

|                                          |           |  |
| Sellin 25’ Kristoffersen 73’ Eriksen 90’ | Marcatori |  |

| Arbitro: | Smehus Kringstad (Oslo) |

|                                  |           |            |
| Drage 37’ Opseth 52’ Saltnes 88’ | Marcatori | 75’ Langås |

| Arbitro: | Gjermshus |

|                      |           |                      |
| Benmoussa 63’ (rig.) | Marcatori | 67’ Opseth 82’ Olsen |

| Arbitro: | Hauge (Bergen) |

|             |           |  |
| Saltnes 72’ | Marcatori |  |

| Arbitro: | Amland (Bergen) |

|                        |           |           |
| Lillebo 3’ Rismark 14’ | Marcatori | 9’ Opseth |

| Bodø 11 giugno 2017, ore 15:30 12ª giornata                                   | Bodø/Glimt | 4 – 0 referto | Jerv | Aspmyra Stadion (2.402 spett.) |
| \| \| \| \| \| Opseth 3’ Olsen 40’ Edvardsen 79’ Kachi 88’ \| Marcatori \| \| |            |               |      |                                |
|                                                                               |            |               |      |                                |
| Opseth 3’ Olsen 40’ Edvardsen 79’ Kachi 88’                                   | Marcatori  |               |      |                                |

| Arbitro: | Haugen (Rælingen) |

|                      |           |                                             |
| Rasmussen 23’ (rig.) | Marcatori | 34’ Leikvoll Moberg 39’ Opseth 73’ Bjørnbak |

| Arbitro: | Amland (Bergen) |

|                                               |           |                                     |
| Opseth 60’ Saltnes 81’, 90’ (rig.) Osvold 90’ | Marcatori | 6’ Øby 27’ Østigård Ness 27’ Blårud |

| Arbitro: | Hauge (Bergen) |

|            |           |             |
| Tadesse 5’ | Marcatori | 40’ Saltnes |

#### Girone di ritorno
| Arbitro: | Tennøy (Bergen) |

|                                  |           |                                  |
| Saltnes 16’ Olsen 77’ Osvold 90’ | Marcatori | 25’, 90’ Reginiussen 80’ Lillebo |

| Arbitro: | Moen (Oslo) |

|          |           |                        |
| Boye 88’ | Marcatori | 11’ Saltnes 34’ Opseth |

| Arbitro: | Følstad Skarsem (Trondheim) |

|                                                  |           |  |
| Olsen 9’ Saltnes 49’ (rig.) Opseth 66’, 73’, 74’ | Marcatori |  |

| Arbitro: | Rafiq (Oslo) |

|  |           |                                                |
|  | Marcatori | 7’, 35’ Opseth 55’ Saltnes 85’ Leikvoll Moberg |

| Arbitro: | Jonsson Trædal (Oslo) |

|                                              |           |  |
| Leikvoll Moberg 1’ Olsen 9’, 71’ Saltnes 68’ | Marcatori |  |

| Arbitro: | Amland (Bergen) |

|  |           |            |
|  | Marcatori | 53’ Opseth |

| Bodø 6 settembre 2017, ore 19:00 22ª giornata | Bodø/Glimt | 0 – 0 referto | Sandnes Ulf | Aspmyra Stadion (2.893 spett.) |

| Arbitro: | Moen (Oslo) |

|                                  |           |                         |
| Lie Skålevik 10’ Finnbogason 84’ | Marcatori | 56’ Bjørnbak 80’ Opseth |

| Arbitro: | Aslam |

|                 |           |  |
| Dahl Reitan 75’ | Marcatori |  |

| Arbitro: | Tennøy (Bergen) |

|                |           |                                          |
| Aalbu 80’, 90’ | Marcatori | 4’, 6’, 36’ Opseth 24’ Olsen 30’ Layouni |

| Arbitro: | Borgersen (Oslo) |

|                                                           |           |           |
| Opseth 18’ (rig.) Leikvoll Moberg 21’ Layouni 29’ Moe 90’ | Marcatori | 64’ Jeggo |

| Arbitro: | Hansen Grøtta |

|                     |           |                     |
| Bjørnbak 75’ (rig.) | Marcatori | 30’, 47’, 57’ Stene |

| Arbitro: | Følstad Skarsem (Trondheim) |

|                        |           |                                       |
| Dahl Reitan 62’ (aut.) | Marcatori | 17’ Drage 50’, 75’ Opseth 67’ Bjørkan |

| Arbitro: | Jonsson Trædal (Oslo) |

|                                                    |           |  |
| Saltnes 16’, 57’, 90’ Opseth 26’, 58’ J. Hauge 34’ | Marcatori |  |

| Arbitro: | Borgersen (Oslo) |

|                  |           |                                                                           |
| Østigård Ness 9’ | Marcatori | 2’ Bjørkan 19’ Drage 58’ J. Hauge 70’ Jonassen 78’ Dahl Reitan 82’ Opseth |

### Norgesmesterskapet
| Fauske 26 aprile 2017, ore 18:00 Primo turno                                                                 | Fauske/Sprint | 0 – 7 referto                                                              | Bodø/Glimt | SKS Arena |
| \| \| \| \| \| \| Marcatori \| 17’ Saltnes 24’ Opseth 33’, 90’ Mladenović 76’ Osvold 78’ Jurado 84’ Kachi \| |               |                                                                            |            |           |
| |               |                                                                            |            |           |
| | Marcatori     | 17’ Saltnes 24’ Opseth 33’, 90’ Mladenović 76’ Osvold 78’ Jurado 84’ Kachi |            |           |

| Sortland 24 maggio 2017, ore 18:00 Secondo turno                                        | Sortland  | 1 – 3 referto                           | Bodø/Glimt | Blåbyhallen (1.400 spett.) |
| \| \| \| \| \| Ellingsen 61’ \| Marcatori \| 22’ (rig.) Saltnes 74’ Osvold 87’ Kachi \| |           |                                         |            |                            |
|                                                                                         |           |                                         |            |                            |
| Ellingsen 61’                                                                           | Marcatori | 22’ (rig.) Saltnes 74’ Osvold 87’ Kachi |            |                            |

| Arbitro: | Hansen Grøtta |

|                                                                |                      |                                                                 |
| Osvold 90’ Saltnes 99’                                         | Marcatori            | 75’ Layouni 113’ Gaete Moggia                                   |
| Jurado Leikvoll Moberg Bjørnbak Saltnes Opseth Osvold Jacobsen | Tiri di rigore 6 – 7 | Hjelmeseth Sulaka Ćuković Gaete Moggia Rønes A. Cirak Simenstad |

## Statistiche

### Statistiche di squadra
| Competizione       | Punti | In casa | In casa | In casa | In casa | In casa | In casa | In trasferta | In trasferta | In trasferta | In trasferta | In trasferta | In trasferta | Totale | Totale | Totale | Totale | Totale | Totale | DR  |
| Competizione       | Punti | G       | V       | N       | P       | Gf      | Gs      | G            | V            | N            | P            | Gf           | Gs           | G      | V      | N      | P      | Gf     | Gs     | DR  |
| ------------------ | ----- | ------- | ------- | ------- | ------- | ------- | ------- | ------------ | ------------ | ------------ | ------------ | ------------ | ------------ | ------ | ------ | ------ | ------ | ------ | ------ | --- |
| 1. divisjon        | 71    | 15      | 12      | 2       | 1       | 47      | 15      | 15           | 10           | 3            | 2            | 36           | 18           | 30     | 22     | 5      | 3      | 83     | 33     | +50 |
| Norgesmesterskapet | -     | 1       | 0       | 1       | 0       | 2       | 2       | 2            | 2            | 0            | 0            | 10           | 1            | 5      | 2      | 1      | 0      | 12     | 3      | +9  |
| Totale             | -     | 16      | 12      | 3       | 1       | 49      | 17      | 17           | 12           | 3            | 2            | 46           | 19           | 35     | 24     | 6      | 3      | 95     | 36     | +59 |

### Andamento in campionato
| Giornata  | 1 | 2 | 3 | 4 | 5 | 6 | 7 | 8 | 9 | 10 | 11 | 12 | 13 | 14 | 15 | 16 | 17 | 18 | 19 | 20 | 21 | 22 | 23 | 24 | 25 | 26 | 27 | 28 | 29 | 30 |
| --------- | - | - | - | - | - | - | - | - | - | -- | -- | -- | -- | -- | -- | -- | -- | -- | -- | -- | -- | -- | -- | -- | -- | -- | -- | -- | -- | -- |
| Luogo     | C | T | C | T | C | T | T | C | T | C  | T  | C  | T  | C  | T  | C  | T  | C  | T  | C  | T  | C  | T  | C  | T  | C  | C  | T  | C  | T  |
| Risultato | V | N | V | V | V | V | P | V | V | V  | P  | V  | V  | V  | N  | N  | V  | V  | V  | V  | V  | N  | N  | V  | V  | V  | P  | V  | V  | V  |
| Posizione | 3 | 5 | 2 | 1 | 1 | 1 | 3 | 2 | 1 | 1  | 1  | 1  | 1  | 1  | 1  | 1  | 1  | 1  | 1  | 1  | 1  | 1  | 1  | 1  | 1  | 1  | 1  | 1  | 1  | 1  |

Fonte:  OBOS-ligaen 2017, su altomfotball.no, Altomfotball.
Legenda:

Luogo: C = Casa; T = Trasferta. Risultato: V = Vittoria; N = Pareggio; P = Sconfitta.

### Statistiche dei giocatori
| Giocatore          | 1. divisjon | 1. divisjon | 1. divisjon | 1. divisjon | Norgesmesterskapet | Norgesmesterskapet | Norgesmesterskapet | Norgesmesterskapet | Coppe europee | Coppe europee | Coppe europee | Coppe europee | Altre coppe | Altre coppe | Altre coppe | Altre coppe | Totale   | Totale | Totale      | Totale     |
| Giocatore          | Presenze    | Reti        | Ammonizioni | Espulsioni  | Presenze           | Reti               | Ammonizioni        | Espulsioni         | Presenze      | Reti          | Ammonizioni   | Espulsioni    | Presenze    | Reti        | Ammonizioni | Espulsioni  | Presenze | Reti   | Ammonizioni | Espulsioni |
| ------------------ | ----------- | ----------- | ----------- | ----------- | ------------------ | ------------------ | ------------------ | ------------------ | ------------- | ------------- | ------------- | ------------- | ----------- | ----------- | ----------- | ----------- | -------- | ------ | ----------- | ---------- |
| N. Antonsen        | 0           | 0           | 0           | 0           | 1                  | 0                  | 0                  | 0                  |               |               |               |               |             |             |             |             | 1        | 0      | 0           | 0          |
| P. Berg            | 17          | 0           | 2           | 0           | 2                  | 0                  | 0                  | 0                  |               |               |               |               |             |             |             |             | 19       | 0      | 2           | 0          |
| F. Bjørkan         | 12          | 2           | 3           | 0           | 0                  | 0                  | 0                  | 0                  |               |               |               |               |             |             |             |             | 12       | 2      | 3           | 0          |
| M. Bjørnbak        | 28          | 4           | 3           | 1           | 1                  | 0                  | 0                  | 0                  |               |               |               |               |             |             |             |             | 29       | 4      | 3           | 1          |
| E. Dahl Reitan     | 13          | 2           | 1           | 0           | -                  | -                  | -                  | -                  |               |               |               |               |             |             |             |             | 13       | 2      | 1           | 0          |
| T. Drage           | 21          | 3           | 0           | 0           | 0                  | 0                  | 0                  | 0                  |               |               |               |               |             |             |             |             | 21       | 3      | 0           | 0          |
| D. Edvardsen       | 9           | 1           | 1           | 0           | 3                  | 1                  | 0                  | 0                  |               |               |               |               |             |             |             |             | 12       | 2      | 1           | 0          |
| H. Evjen           | 3           | 0           | 1           | 0           | 0                  | 0                  | 0                  | 0                  |               |               |               |               |             |             |             |             | 3        | 0      | 1           | 0          |
| W. Hanssen         | 3           | 0           | 0           | 0           | 0                  | 0                  | 0                  | 0                  |               |               |               |               |             |             |             |             | 3        | 0      | 0           | 0          |
| J. Hauge           | 28          | 2           | 1           | 0           | 0                  | 0                  | 0                  | 0                  |               |               |               |               |             |             |             |             | 28       | 2      | 1           | 0          |
| R. Hauge           | 1           | 0           | 0           | 0           | 0                  | 0                  | 0                  | 0                  |               |               |               |               |             |             |             |             | 1        | 0      | 0           | 0          |
| T. Jacobsen        | 19          | 0           | 2           | 0           | 1                  | 0                  | 1                  | 0                  |               |               |               |               |             |             |             |             | 20       | 0      | 3           | 0          |
| T. Johnsen         | 0           | 0           | 0           | 0           | 0                  | 0                  | 0                  | 0                  |               |               |               |               |             |             |             |             | 0        | 0      | 0           | 0          |
| E. Jonassen        | 30          | 1           | 1           | 0           | 3                  | 0                  | 0                  | 0                  |               |               |               |               |             |             |             |             | 33       | 1      | 1           | 0          |
| J. Jurado          | 22          | 0           | 7           | 1           | 3                  | 1                  | 1                  | 0                  |               |               |               |               |             |             |             |             | 25       | 1      | 8           | 1          |
| Kachi              | 8           | 2           | 1           | 0           | 3                  | 2                  | 1                  | 0                  |               |               |               |               |             |             |             |             | 11       | 4      | 2           | 0          |
| J. Kolstad         | 0           | -0          | 0           | 0           | 0                  | -0                 | 0                  | 0                  |               |               |               |               |             |             |             |             | 0        | 0      | 0           | 0          |
| M. Konradsen       | 0           | 0           | 0           | 0           | 0                  | 0                  | 0                  | 0                  |               |               |               |               |             |             |             |             | 0        | 0      | 0           | 0          |
| A. Layouni         | 9           | 2           | 2           | 0           | -                  | -                  | -                  | -                  |               |               |               |               |             |             |             |             | 9        | 2      | 2           | 0          |
| V. Leikvoll Moberg | 27          | 8           | 3           | 0           | 2                  | 0                  | 0                  | 0                  |               |               |               |               |             |             |             |             | 29       | 8      | 3           | 0          |
| M. Lode            | 29          | 0           | 2           | 0           | 3                  | 0                  | 1                  | 0                  |               |               |               |               |             |             |             |             | 32       | 0      | 3           | 0          |
| N. Mladenović      | 3           | 1           | 0           | 0           | 3                  | 1                  | 0                  | 0                  |               |               |               |               |             |             |             |             | 6        | 2      | 0           | 0          |
| B. Moe             | 6           | 1           | 0           | 0           | 0                  | 0                  | 0                  | 0                  |               |               |               |               |             |             |             |             | 6        | 1      | 0           | 0          |
| B. Ness Grøtterud  | 0           | -0          | 0           | 0           | 0                  | -0                 | 0                  | 0                  |               |               |               |               |             |             |             |             | 0        | 0      | 0           | 0          |
| M. Normann         | 7           | 0           | 3           | 0           | 1                  | 0                  | 1                  | 0                  |               |               |               |               |             |             |             |             | 8        | 0      | 4           | 0          |
| T. Olsen           | 27          | 10          | 0           | 0           | 1                  | 0                  | 1                  | 0                  |               |               |               |               |             |             |             |             | 28       | 10     | 1           | 0          |
| K. Opseth          | 30          | 28          | 2           | 0           | 2                  | 2                  | 0                  | 0                  |               |               |               |               |             |             |             |             | 32       | 30     | 2           | 0          |
| J. Osvold          | 6           | 2           | 0           | 0           | 3                  | 3                  | 0                  | 0                  |               |               |               |               |             |             |             |             | 9        | 5      | 0           | 0          |
| Ricardo            | 22          | -23         | 1           | 0           | 0                  | -0                 | 0                  | 0                  |               |               |               |               |             |             |             |             | 22       | -23    | 1           | 0          |
| U. Saltnes         | 27          | 13          | 3           | 0           | 3                  | 2                  | 0                  | 0                  |               |               |               |               |             |             |             |             | 30       | 15     | 3           | 0          |
| O. Sigurjónsson    | 2           | 0           | 0           | 0           | -                  | -                  | -                  | -                  |               |               |               |               |             |             |             |             | 2        | 0      | 0           | 0          |
| S. Thomas          | 8           | -10         | 0           | 0           | 3                  | -3                 | 0                  | 0                  |               |               |               |               |             |             |             |             | 11       | -13    | 0           | 0          |
| V. Vinje           | 0           | 0           | 0           | 0           | 0                  | 0                  | 0                  | 0                  |               |               |               |               |             |             |             |             | 0        | 0      | 0           | 0          |